# Nimbe

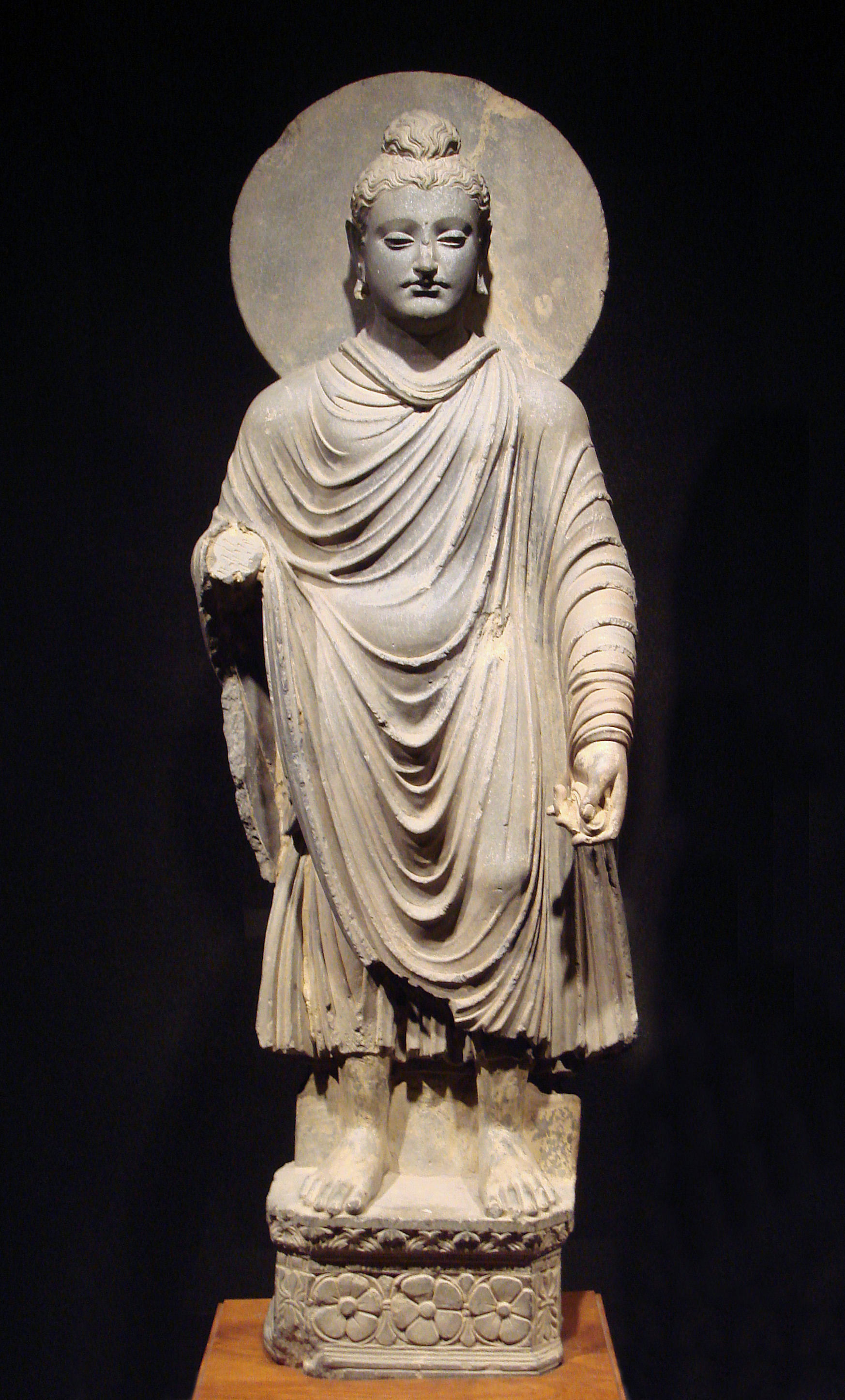
Bouddha du Gandhara portant un nimbe. avant notre ère.

Un nimbe est un cercle, un disque de lumière ou un ensemble de rayons que les peintres et les sculpteurs placent, depuis l'Antiquité, autour de la tête des personnages sacrés, des héros divinisés, de dieux antiques, de Dieu ou des saints. L'auréole est parfois un synonyme du nimbe, mais peut aussi, selon les auteurs, désigner l'irradiation du corps entier, ou une mandorle, nuage ou halo lumineux entourant entièrement le personnage ou l'objet.
Dès le VIe siècle, Isidore de Séville lui donnait ce nom : « Lumen quod circa angelorum capita pingitur, nimbus vocatur » (On appelle nimbe la lumière qui est peinte autour de la tête des anges). Le Moyen Âge appela le nimbe indifféremment couronne ou diadème.

## Symbolique

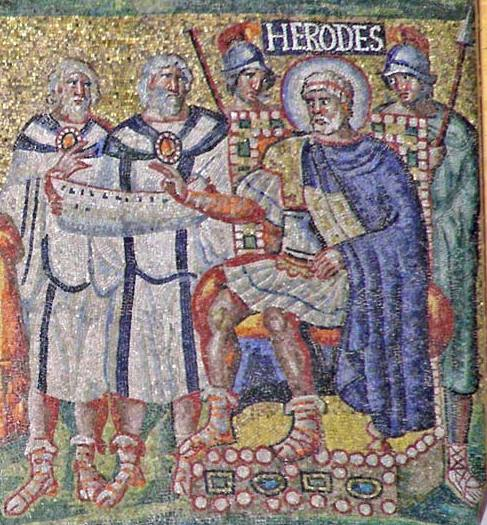
Hérode portant le nimbe (Sainte-Marie majeure.

Les premières représentations artistiques d'auréoles ont été réalisées en Égypte ou en Mésopotamie. Deux des trois dieux de la Triade palmyrénienne conservée au Louvre sont auréolés d'un nimbe radié.
Dans l'iconographie chrétienne, il signifie la sainteté acquise, c'est-à-dire la béatitude céleste ; et, secondairement, la puissance et la souveraineté : aussi le donne-t-on aux rois, par exemple à Hérode dans une mosaïque de la basilique Sainte Marie-Majeure à Rome (Ve siècle), mais aussi aux vents, aux saisons et même à la bête à sept têtes sur un vitrail de l'église Saint-Nizier de Troyes (XVIe siècle). À l'époque de Constantin, le nimbe est associé à l'empereur romain sur les monnaies ; puis il est réservé au Christ, puis progressivement aux saints et parfois à certains personnages de l'Ancien Testament. Dans le monde byzantin, en revanche, le nimbe continue à être associé également à l'empereur. À la fin de l'Antiquité puis au Moyen-Âge, le nimbe devient un simple disque d'or, perdant son caractère lumineux, avant de reprendre cette caractéristique à la Renaissance.
Ce symbole signifie une gloire sans fin, rendue dans le bréviaire par ce verset : « Gloria et honore coronasti eum, Domine » (Psaume 8:5 : Tu l'as fait de peu inférieur à Dieu, Et tu l'as couronné de gloire et de magnificence). La gloire est encore mieux accusée par les gemmes : « Posuisti, Domino, super caput ejus coronam de lapide pretioso » (« Vous avez posé, Seigneur, sur sa tête une couronne de pierres précieuses »), dit aussi la liturgie romaine (répons bref du commun d'un martyr).

## Types de nimbes
Il y a différentes sortes de nimbes.
- Nimbe carré ou rectangulaire : attribut utilisé pour représenter des personnages élevés en dignité et encore vivants (papes, empereurs, rois), suivant la règle posée par Jean Diacre dans la Vie de Grégoire le Grand[7]. Cette image dérive des portraits peints sur les momies de l'Égypte tardive[1],[8]. Au Moyen-Âge, le carré par ses quatre angles exprime les quatre vertus cardinales[9], fondement d'une vie aspirant à la perfection, selon Guillaume V Durand, évêque de Mende au XIIIe siècle[7].
- Nimbe rond, en forme de cercle ou de disque : c'est l'attribut utilisé pour représenter des personnages défunts, utilisé autrefois pour signaler les dieux et les empereurs romains. C'est le nimbe le plus courant.
- Nimbe rayonné, disque appliqué aux dieux antiques.
- Nimbe perlé.
- Nimbe diffus : la tête rayonne et projette sa lumière autour d'elle, mais sans que les contours en soient délimités. Le rayonnement a été réservé par le Saint-Siège, à une époque récente, aux bienheureux, pour les distinguer des saints, parce que leur gloire n'est pas encore complète ; or, le complément consiste précisément dans un contour délimité et non vague[7].
- Le nimbe triangulaire a été emprunté par Raphaël aux Grecs qui en parent la Trinité, tandis que lui l'a réservé au Père éternel.
- Le nimbe en étoiles est spécial à la Vierge : « Et in capite ejus corona stellarum duodecim » (Apocalypse 12:1 : Un grand signe parut dans le ciel, une femme enveloppée du soleil, la lune sous ses pieds, et une couronne de douze étoiles sur sa tête).

Le nimbe se place verticalement derrière la tête dont il épouse la forme : parfois, il est surhaussé, c'est-à-dire élevé au-dessus du cou. Ou bien, il est appliqué obliquement au sommet de la tête, pratique très usitée en Italie ; ou encore, réduit à l'état de filet, il est vu en perspective au-dessus de la tête à laquelle il ne touche pas.
La couleur vraie du nimbe est l'or ou le jaune, parce que tous les deux rendent mieux l'idée d'une lumière brillante. Mais cette règle n'est pas absolue et le Moyen Âge a souvent employé les couleurs liturgiques : le blanc, couleur d'innocence et de chasteté ; le bleu, couleur céleste ; le rouge, emblème du martyre et de la charité ; le vert, symbole d'espérance ; le violet, qui exprime l'humilité et la pénitence.

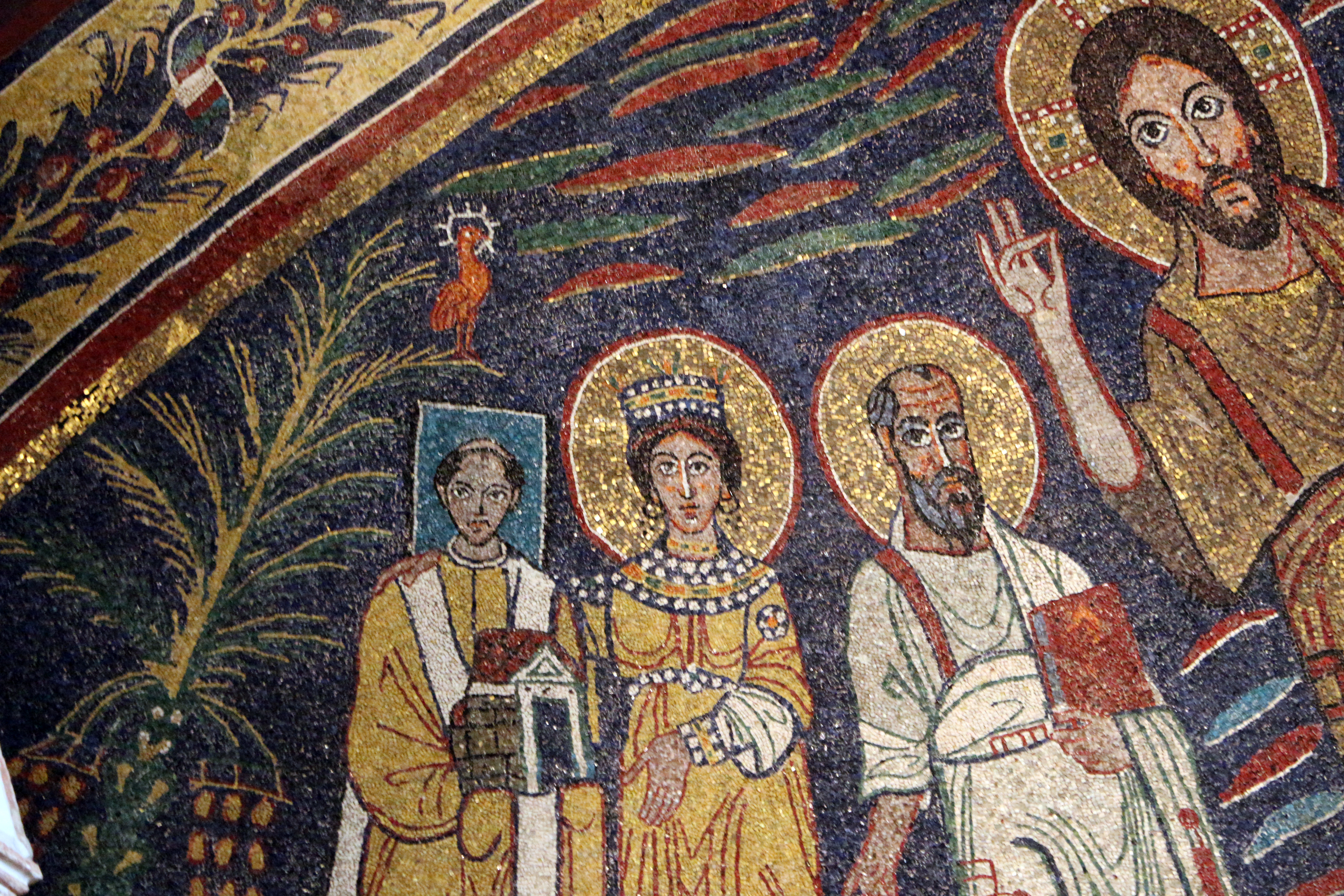
Nimbes carré (pape Pascal Ier, fondateur de l'église), ronds (saints) et crucifère (Christ), Sainte-Cécile, Rome.
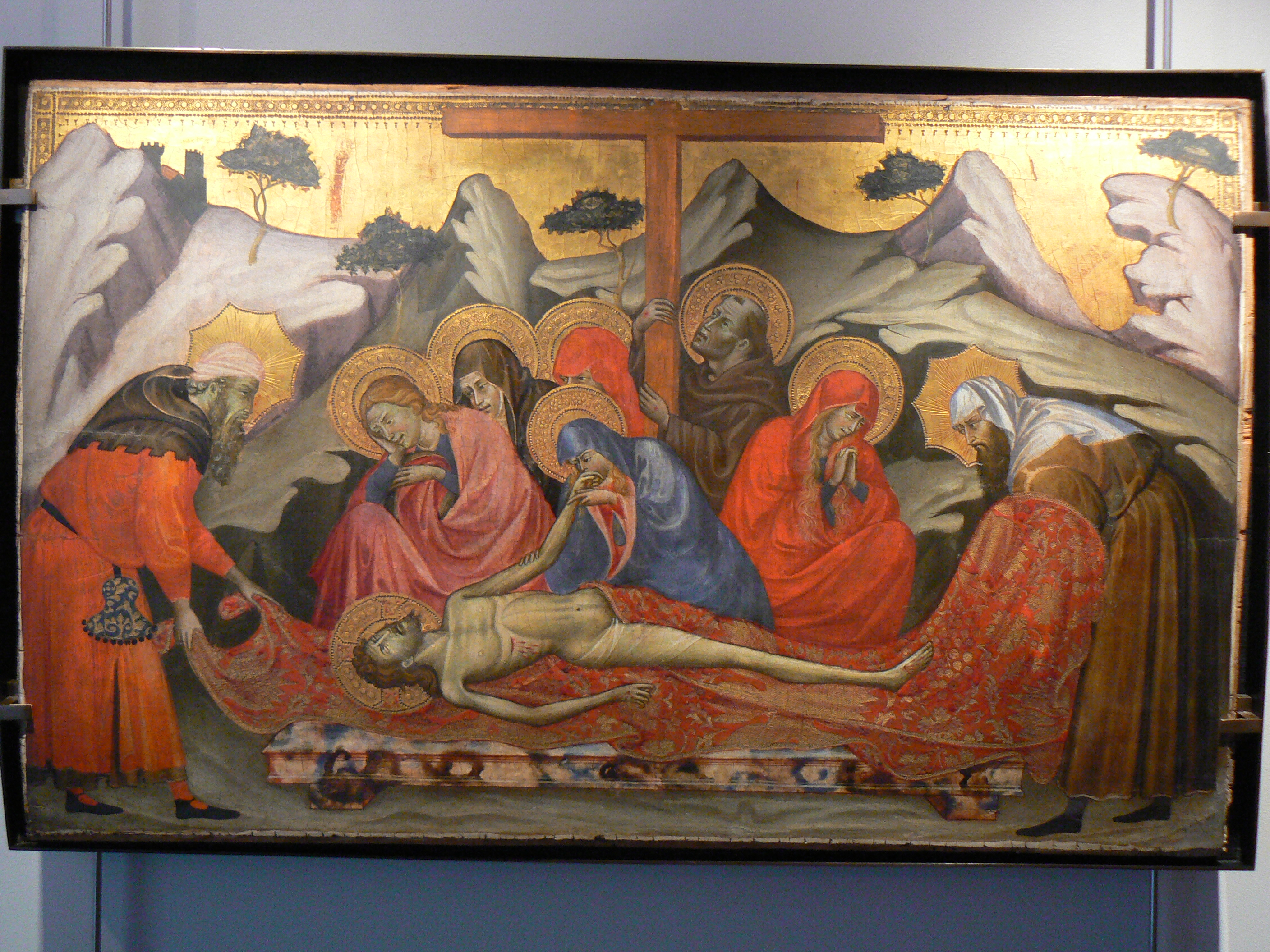
Joseph d'Arimathie et Nicodème enveloppent le corps de Jésus dans le suaire. Ils arborent un nimbe octogonal aux bords convexes. Déploration du Christ, anonyme, XVe siècle (Musée du Petit Palais, Avignon).
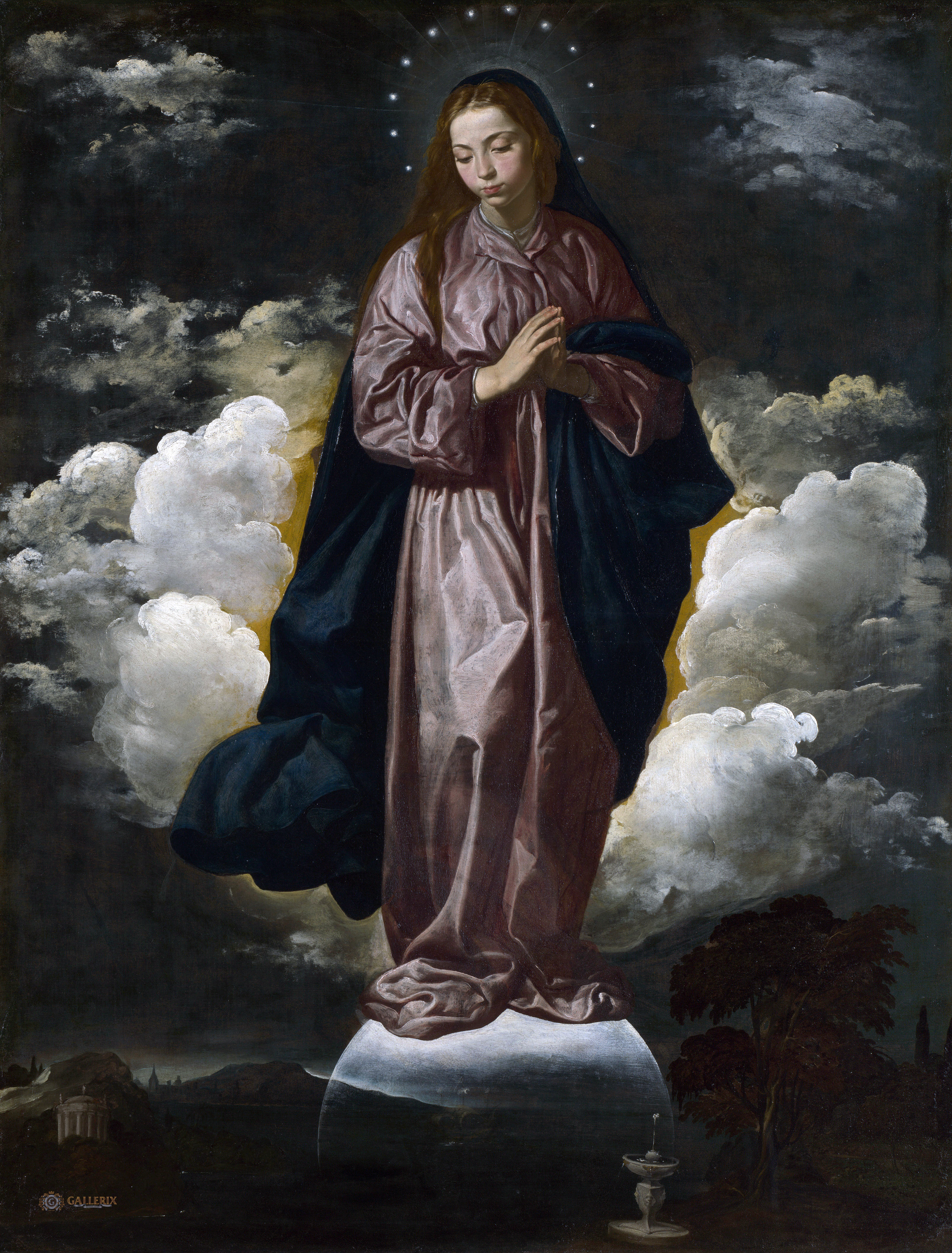
La Vierge avec le nimbe en étoiles (Vélasquez).
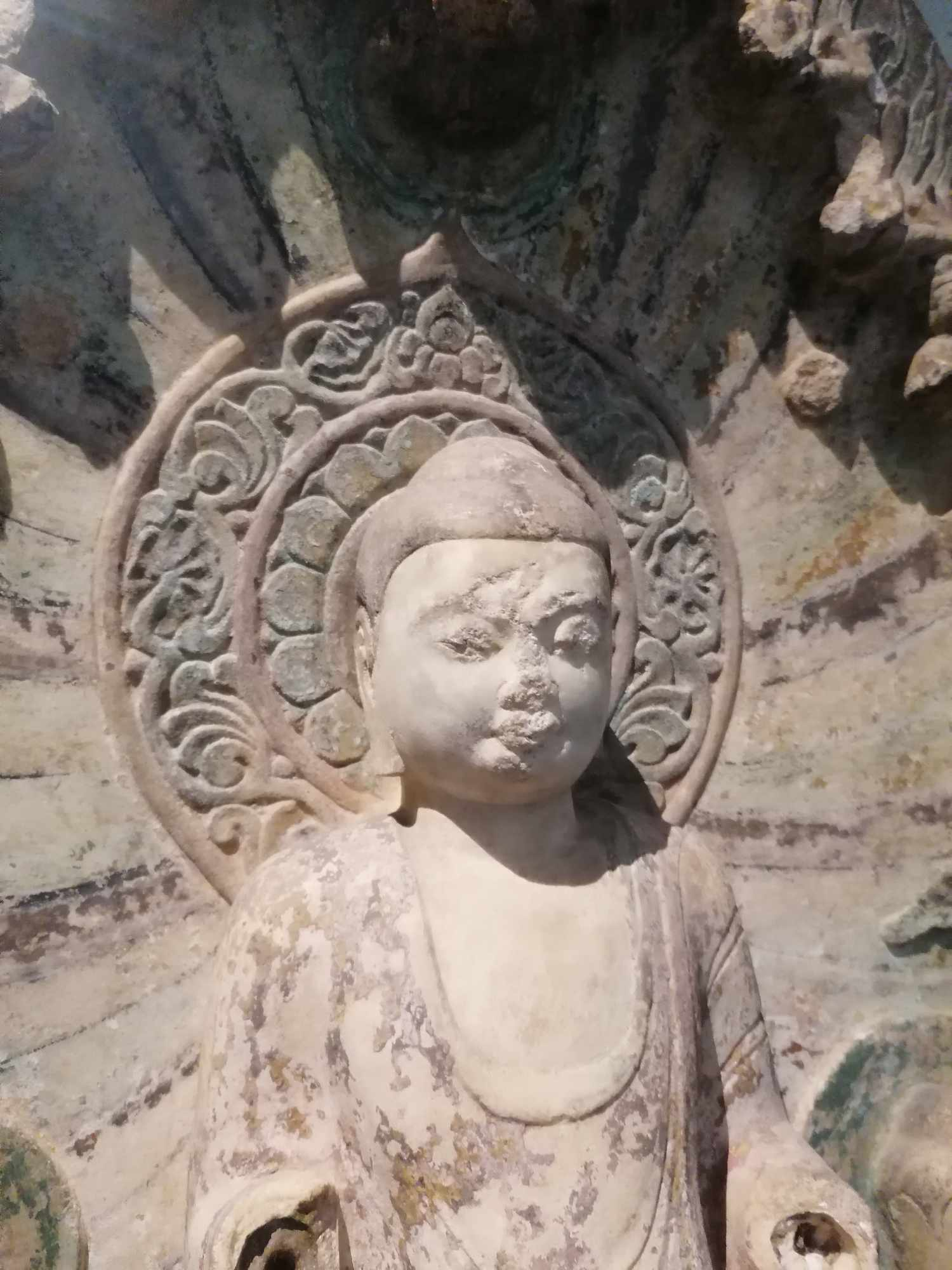
Figure bouddhique arborant un nimbe en mandala (VIe siècle).

## Nimbe crucifère

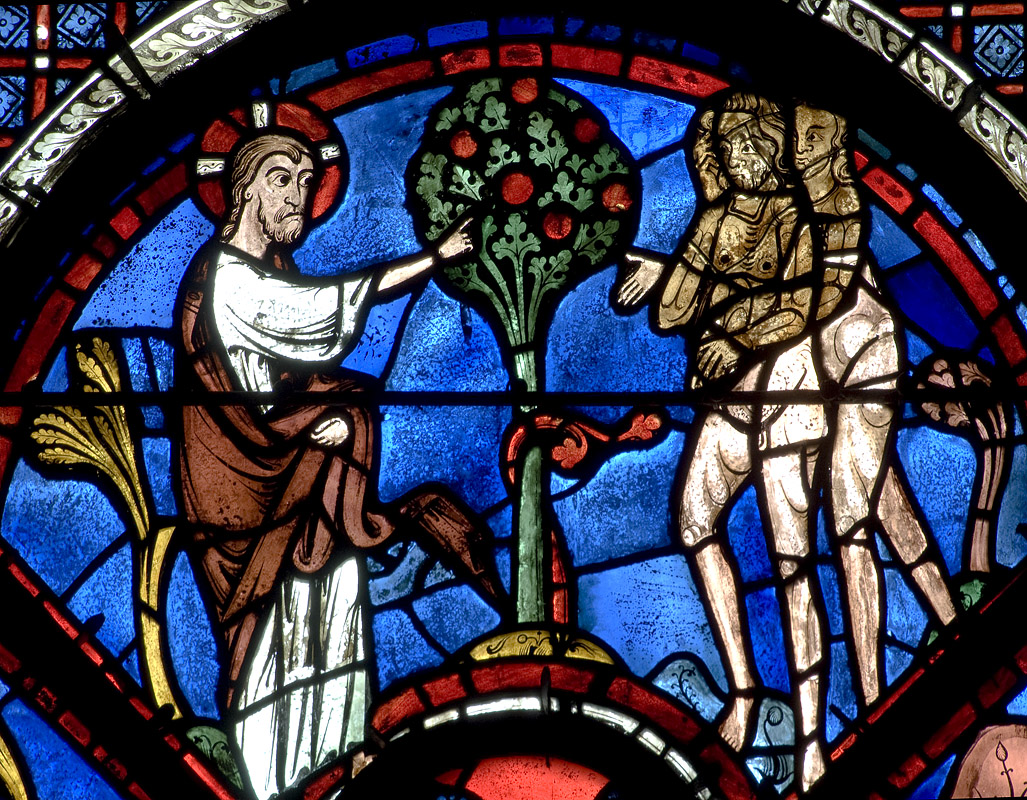
Vitrail du Bon Samaritain à Chartres : Dieu le Père, nimbé d'une croix, prévenant Adam et Ève de ne pas manger le fruit de l'arbre de la connaissance du bien et du mal.

Dit encore crucigère ou radié, le nimbe crucifère est propre aux trois personnes divines. Une de ses variétés est le nimbe en losange, préféré des Italiens du XVIe siècle. Ce cercle dans lequel s'inscrit une croix désigne le plus souvent Jésus-Christ, ou parfois les autres personnes de la Trinité, plus rarement représentées.
Le nimbe crucifère est la variété la plus importante du nimbe orné. Une croix le traverse et le coupe en quatre parties égales. Dans le principe, les branches de la croix sont droites, puis elles deviennent pattées aux extrémités, enfin elles forment des courbes gracieuses.
Les Grecs y inscrivent les deux mots, en grec ancien, ὁ ὢν (« l'étant, celui qui est »), car Dieu est l'être par excellence ; et les Latins y ajoutent des pierres précieuses. Ce nimbe a été précédé, dans les premiers siècles, par un nimbe spécial, marqué du chrisme ou monogramme du nom du Christ. À partir du XVIe siècle, souvent, la croix seule subsiste, comme aux hautes époques.
Le nimbe crucifère, dans sa forme normale, présente une croix rouge sur champ d'or ou une croix d'or sur champ rouge, parce que le rouge équivaut à la pourpre royale et, pour le Christ, rappelle le sang versé sur l'instrument du salut (la croix). Mais cette croix est d'or quand elle est seule et sans nimbe, réduite à trois rayons pour chaque branche ou à trois fleurs de lis, emblème de royauté.